# Валь-де-Модер
Валь-де-Модер (фр. Val de Moder) — муніципалітет у Франції, у регіоні Ельзас, департамент Нижній Рейн. Валь-де-Модер утворено 1 січня 2016 року шляхом злиття муніципалітетів Пфаффеноффен, Юберак i Ла-Вальк. Адміністративним центром муніципалітету є Пфаффеноффен. Населення — 5031 особа (01.01.2021).

## Історія
1 січня 2019 року до Валь-де-Модер приєднано муніципалітет Ренгельдорф.